# Hinata Sato
Hinata Sato (佐藤日向, Satō Hinata, Kanagawa, 23 de dezembro de 1998) é uma idol, cantora, modelo e atriz Japonesa. Ela é representada pela agência de talentos Amuse e integrou três grupos formados por essa agência: Sakura Gakuin e seus subgrupos Twinklestars e Kagaku Kyumei Kiko Logica? (onde era conhecida como Hi7TA).

## Biografia
Sato iniciou sua carreira em 2006 como modelo para a revista Kids Style, da Oricon, quando assinou com a Amuse. Em abril de 2010, iniciou suas atividades como integrante do grupo idol Sakura Gakuin. Em 8 de dezembro de 2010, estreou no grupo Sakura Gakuin com o single major "Yume ni Mukatte / Hello ! Ivy". Em maio de 2013 tornou-se Presidente de Ânimo do grupo Sakura Gakuin. No dia 31 de março de 2014, encerrou suas atividades como integrante do grupo Sakura Gakuin. Também em 2014, juntamente de Miki Kanai, Yuika Shima (ex-Karen Girl's) e Marina Horiuchi (ex-Sakura Gakuin), Sato integrou-se ao grupo idol Maboroshi Love, além de lançar o single de estreia "Merry Go World" em novembro do mesmo ano; a canção foi usada como abertura para o anime Kutsudaru., onde as quatro integrantes do grupo trabalham como Seiyū (dubladoras).Atualmente ela ainda atua como dubladora, sendo o seu trabalho mais conhecido em Love Live! Sunshine!! com a personagem Leah Kazuno que forma a dupla Saint Snow.

## Detalhes pessoais
Em março de 2013, a altura de Sato era 1,55cm.

## Afiliações
- Sakura Gakuin (2010–2014)
  - Twinklestars (subgrupo de Sakura Gakuin; 2010–2012)
  - Kagaku Kyumei Kiko Logica? (subgrupo de Sakura Gakuin; 2012–2014)
- Maboroshi Love (2014–atualmente)

## Discografia

### Sakura Gakuin
Álbuns
1. Sakura Gakuin 2010 Nendo ~message~ (27 de abril de 2011)
2. Sakura Gakuin 2011 Nendo ~Friends~ (21 de março de 2012)
3. Sakura Gakuin 2012 Nendo ~My Generation~ (13 de março de 2013)
4. Sakura Gakuin 2013 Nendo ~Kizuna~ (12 de março de 2014)

Singles
1. "Yume ni Mukatte / Hello! Ivy" (8 de dezembro de 2010)
2. "Friends" (23 de novembro de 2011)
3. "Verishuvi" (21 de dezembro de 2011)
4. "Tabidachi no Hi ni" (12 de fevereiro de 2012)
5. "Wonderful Journey" (5 de setembro de 2012)
6. "My Graduation Toss" (27 de fevereiro de 2013)
7. "Ganbare!!" (9 de outubro de 2013)
8. "Jump Up ~Chiisana Yuki~" (12 de fevereiro de 2014)

### Twinklestars
Singles
1. "Dear Mr.Socrates" (28 de novembro de 2010)
2. "Please! Please! Please!" (6 de julho de 2011)

### Kagaku Kyumei Kiko Logica?
Singles
1. "Science Girl Silence Boy" (21 de novembro de 2012)

### Maboroshi Love
Singles
1. "Merry Go World" (19 de novembro de 2014)

## Filmografia

### Doramas televisivos
| Título                      | Episódios / Datas de transmissão | Empresa transmissora | Papel     |
| --------------------------- | -------------------------------- | -------------------- | --------- |
| Hagane no Onna (ハガネの女) | 21 de maio – 2 de julho de 2010  | tv asahi             | Estudante |

### Dublagem
Animes
| Título                  | Episódios / Datas de transmissão | Empresa transmissora | Papel        |
| ----------------------- | -------------------------------- | -------------------- | ------------ |
| Kutsudaru. (くつだる。) | 2 de abril de 2014               | NHK Educational TV   | Kaoru Nekota |